# 老興忠
老興忠，SBS（1948年1月15日—），前香港差餉物業估價署署長。

## 背景
老興忠早年就讀深水埗大南街培知中學（幼稚園部，1953年畢業）和福華街實用中學，1965年畢業讀於九龍工業學校，後獲香港工業專門學院取錄，修讀高級文憑課程。
畢業後老興忠於1968年9月加入香港政府，任職三級助理估價員。其後1985年11月任首席差餉物業估價測量師、1994年6月升為差餉物業估價署助理署長。
老興忠於2004年12月晉升副署長，23個月後2006年11月升任署長，再於14個月後2008年1月離職退休。。退休前曾是官守太平紳士，而退休後半年即獲頒授銀紫荊星章。